# آمبونتی
آمبونتی یکی از شهرهای استان سپیک شرقی، واقع در کشور پاپوآ گینه نو است.